# 上埃尔盖姆
上埃尔盖姆（法語：Oberhergheim，发音：[obəʁ.ɛʁgaim] 或 [obəʁ.hɛʁkaim]），或纯音译作奥伯埃尔盖姆，是法国上莱茵省的一个市镇，属于坦恩-盖布维莱尔区（Guebwiller）和恩西赛姆县（Ensisheim）。该市镇总面积19.86平方公里，2009年时的人口为1179人。

## 地名
该地名Oberhergheim来源于德语，前缀“Ober-”在德语中意为“上”，且该地与下埃尔盖姆（Niederhergheim ，前缀“Nieder-”在德语中意为“下”；此地或纯音译作“尼德埃尔盖姆”）相连。

## 人口
上埃尔盖姆人口变化图示